# Šlechtín
Šlechtín (německy Schlechtin) je malá vesnice, část obce Bohdaneč v okrese Kutná Hora. Nachází se jeden kilometry severně od Bohdanče. Šlechtín leží v katastrálním území Prostřední Ves o výměře 3,25 km².

## Historie
První písemná zmínka o vesnici pochází z roku 1367.
V polovině 19. století zde žilo 150 lidí, od té doby počet obyvatel klesá.

## Další fotografie

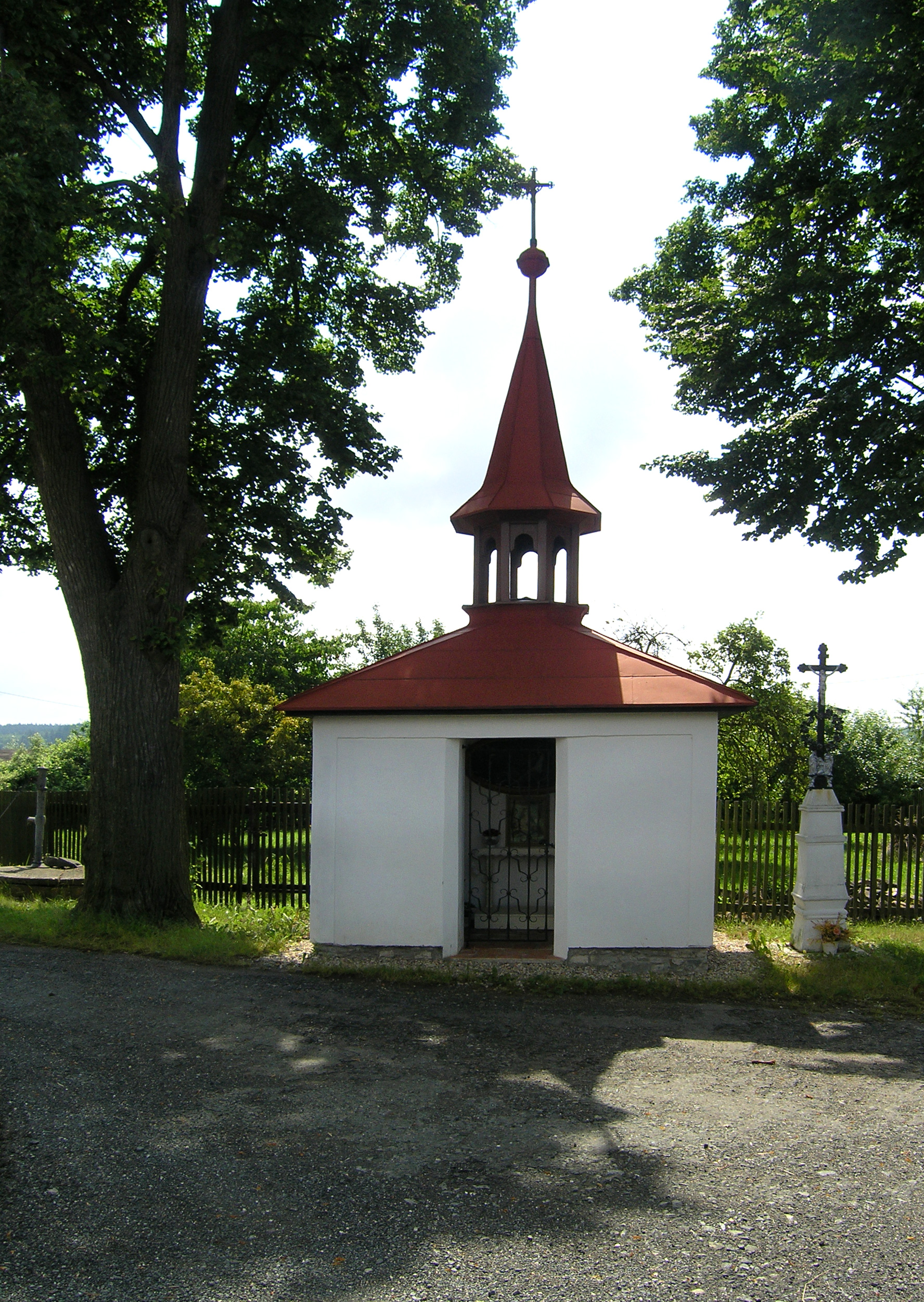
Kaplička
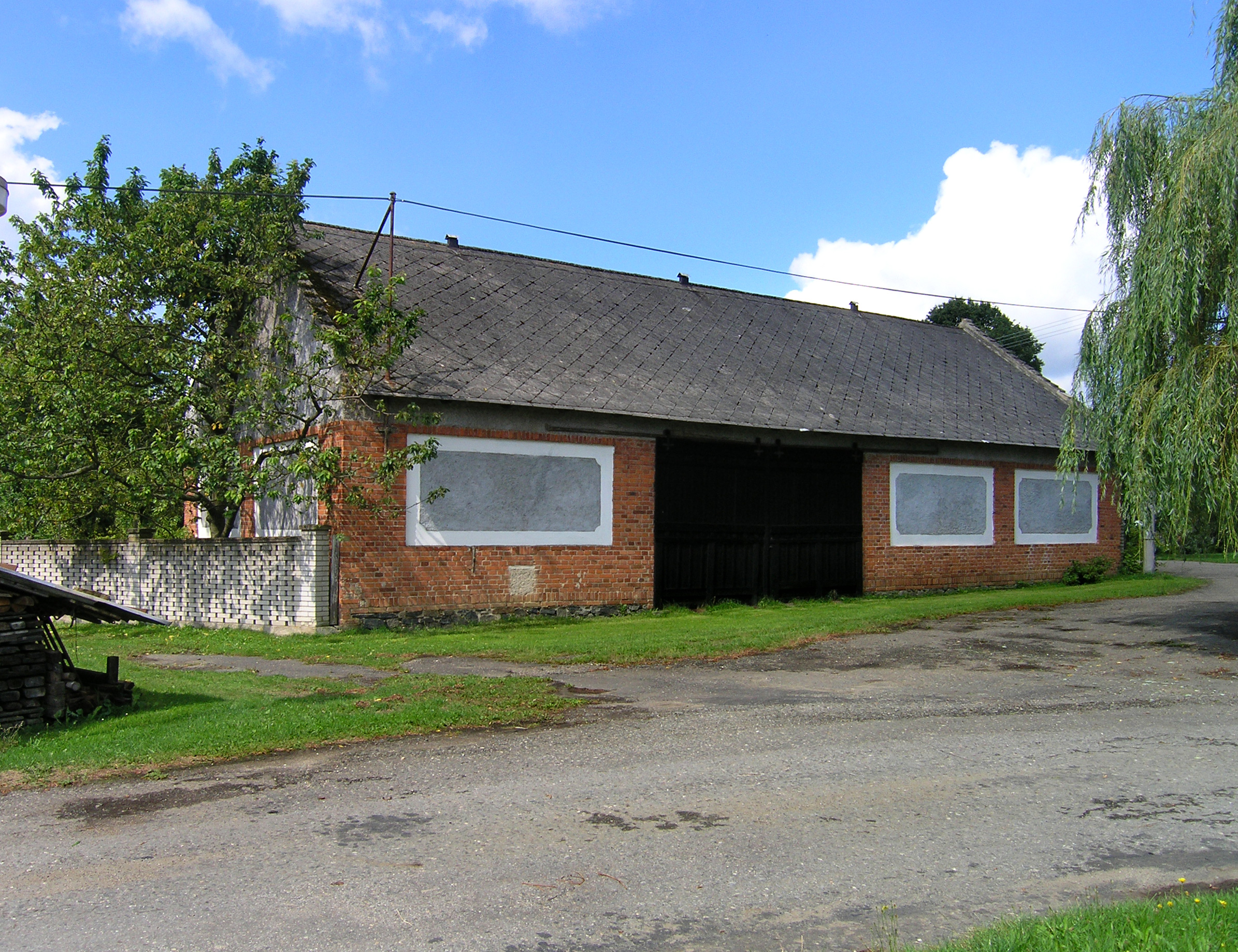
Bývalá stodola
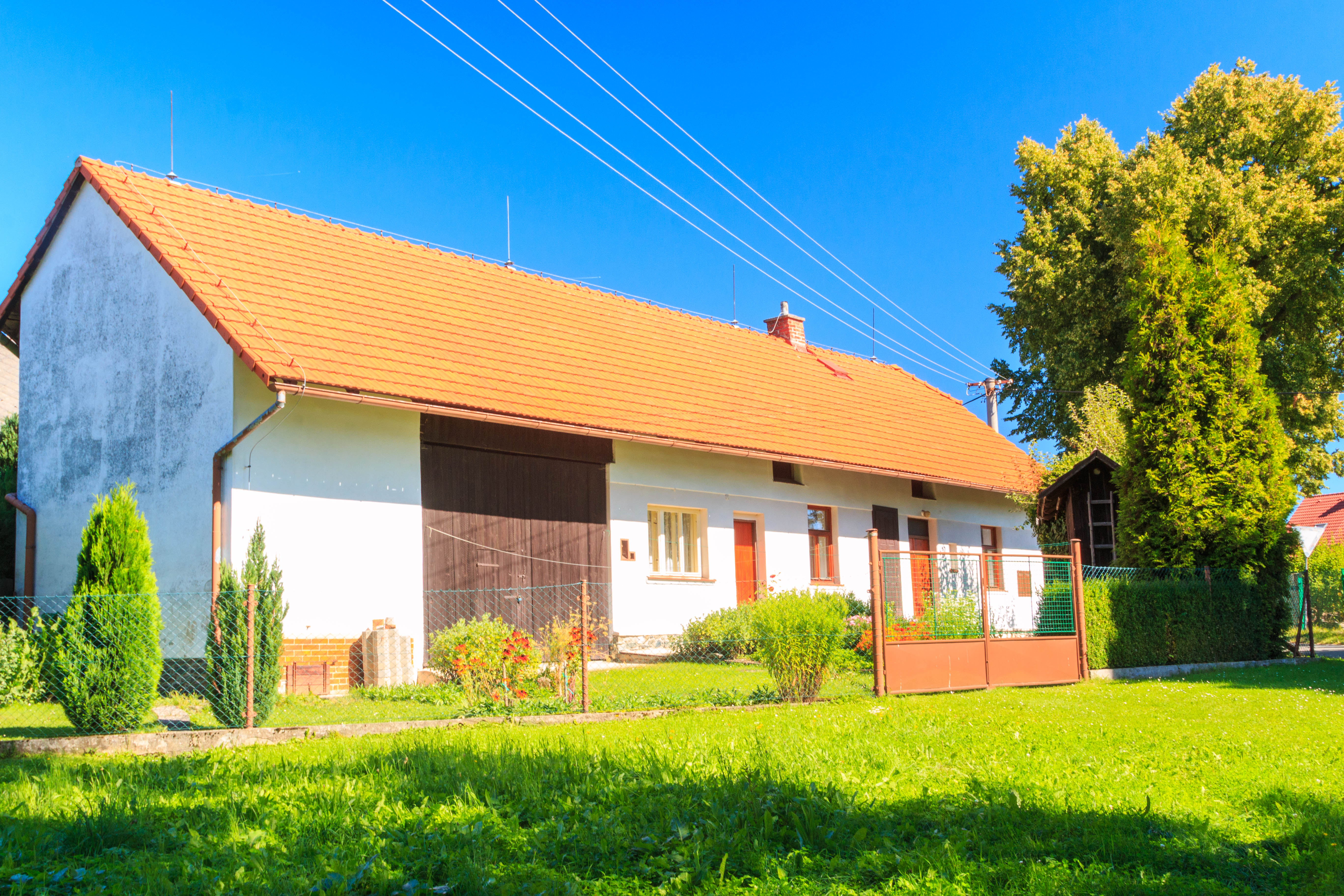
Dům čp. 20
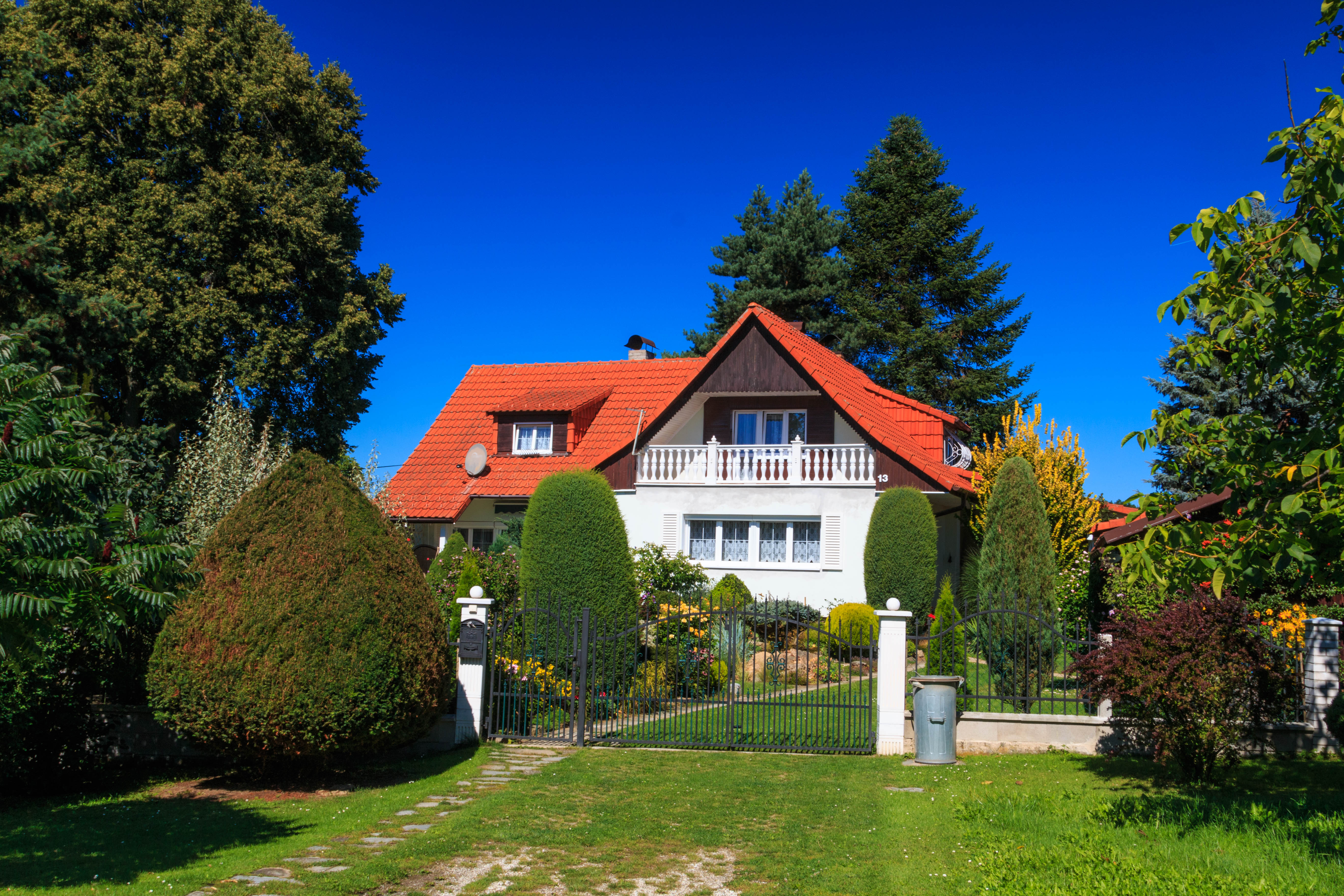
Dům čp. 13